# 4353 Onizaki
4353 Onizaki eller 1989 WK1 är en asteroid i huvudbältet som upptäcktes den 25 november 1989 av de båda japanska astronomerna Toshimasa Furuta och Yoshikane Mizuno vid Kani-observatoriet. Den är uppkallad efter den japanska staden Onizaki.
Asteroiden har en diameter på ungefär 11 kilometer.